# Labrodon
Genre
Labrodon est un genre éteint de poissons de la famille des Labridae. 
Ce genre éteint se rapproche des Labridae actuels que l'on peut trouver dans les mers tropicales. 

## Historique du genre
Le genre apparaît à l'Éocène inférieur, atteint son apogée au Miocène puis décroît et s'éteint complètement au Pliocène. 
L'ensemble des Labrodon du Miocène moyen que l'on peut trouver dans les faluns présentent plusieurs espèces, qui sont souvent regroupées sous la désignation de Labrodon pavimentatum. Le genre est signalé en France, en Italie puis en Angleterre, en Allemagne, aux Canaries, aux Açores et au Portugal.
Des fossiles de plaques dentaires, sont découverts par plusieurs scientifiques : Paul Gervais,, Marie Rouault et I. Cocchi. Ces derniers les rapprochèrent des Labridae en leur donnant divers noms : Labrodon pour Paul Gervais (1857), Nummopalatus pour Marie Rouault (1858), et Pharyngodopilus pour I. Cocchi, (1864).

## Liste des espèces
- Labrodon africanus, Cocchi, 1864
- Labrodon haueri, Munster, 1846
- Labrodon multidens, Munster, 1846. Elle est rattachée par Emanuel Paul Dica en 2012[10] non plus au genre Labrodon mais au genre Lachnolaimus.
- Labrodon pavimentatum, Gervais, 1857
- Labrodon superbus, Cocchi, 1864